# 이동안
이동안(李東安, 1906년 ~ 1995년)은 대한민국의 전 발탈 무형문화재이다. 조선조의 마지막 재인청 도대방(都大房)이기도 하다.

## 생애
경기도 화성군 향남면 송곡리에서 태어났다. 조부 이하실(李夏實)와 부친 이재학(李在學)도 경기도 화성 재인청의 도대방을 지냈다. 자신도 14세 때에 도대방을 지냈다. 14세 때 남사당패를 따라 가출했다. 1920년 박승필에게 발탁돼 구극(舊劇) 전용극장인 서울 광무대에 들어갔다. 1927년 일본 전지역 순회공연을 했으며, 1929년에는 대동가극단에서 임방울, 이화중선 등과 같은 당대의 명인들과 중국 만주를 거쳐 러시아 국경지대까지 순회공연을 했다. 1933년 조선 성악회 회원이 되었으며, 조몽실, 오수암, 이동백, 김창환, 정정렬, 조진영, 임방울, 한성준 등의 명인들과 함께 다니며 전통 무용과 줄타기 공연을 했다. 1936년 조선음악무용연구회에서 당대의 명고수 한성준의 초청으로 전통무용 강사 생활을 했는데, 이 시기 월북 무용가 최승희를 지도했다. 1945년 여성국보단체를 조직하여 대표를 지냈고, 1948년 대한국악, 음악, 무용 전문학원을 설립했다. 1975년 국악협회 온양지부장을 지냈다. 1983년 '발탈'로 중요 무형문화재 79호로 지정됐다. 1985년 무용인생 80년을 기념하는 공연 ‘이동안 춤판-팔순 기념공연(문예회관 대극장)’을 벌였다. 제자로는 김백봉(金白峰), 문일지(文一枝), 배정애(裵貞愛), 조영숙(趙英淑, 명창 조몽실의 외동딸), 이승희(이동안 무용연구소)가 있다.